# Mindenki a hozzájárulása alapján
A mindenki a hozzájárulása alapján egy marxista alapelv, amely a kommunista társadalom kiépítése során, a kapitalizmusból való átmenet során, a szocializmus szakaszában érvényesül. Az alapelv szerint mindenki a (társadalmi célok eléréséhez való) hozzájárulása alapján részesedik a megtermelt javakból.

## Kialakulása és meghatározása
A "mindenkinek a hozzájárulása alapján" elvet már Karl Marx előtt megfogalmazták a munkásmozgalom gondolkodói. Első változatai Ferdinand Lassalle és Eugen Dühring írásaiban tűntek fel. Azonban Lenin volt az első, aki "A gothai program kritikája" (Kritik des Gothaer Programms) című vitairatra reagálva állította, hogy a "mindenki hozzájárulása alapján" elv a szocializmus egyik sarokköve.
A libertárius szocialista gondolkodók, mint pl. az amerikai Benjamin Tucker úgy határozták meg a szocializmust, hogy a dolgozó megkapja munkája teljes értékét, ezzel megszüntetve a dolgozók kizsákmányolását, illetve a kapitalisták meg nem érdemelt jövedelmét.
Az elv lényegében azt jelenti, hogy a szocialista társadalom dolgozóinak bére és egyéb juttatásai egyenes arányban állnak majd az általuk végzett munka mennyiségével és minőségével. A hatékonyabb, többet termelő dolgozók többek kapnak, mint az átlagosak és jóval többet, mint azok, akik kevésbé termelékenyek. Az elv kiterjesztésével a bonyolultabb, hosszabb felkészülést, képzést igénylő vagy veszélyes, nehéz környezetben végzett munkák javadalmazása is magasabb. Mint azt Trockij később kifejtette, az elv célja a munkaintenzitás és a munkatermelékenység növelése volt azzal, hogy a dolgozókat több és hatékonyabb munkára sarkallják. A kommunista társadalomban erre, a munka automatizálása és a javak bősége miatt, már nem lett volna szükség.

## A gothai program kritikájában
Marx 1875-ben megírta A gothai program kritikája című vitairatát a Németországi Szociáldemokrata Párt programjáról és ebben Marx részletesen kifejtette a korábban Lassalle által javasolt elvet. Marx elemzése alapján Lassalla azt javasolta, hogy a munka hozadékából a társadalom minden tagja csorbítatlanul részesüljön.. Marx egyetértett azzal, hogy a dolgozók társadalmában mindenki hozzájárulásának megfelelő ellenértéket kapjon, de elutasította azt, hogy az teljes egészében megfeleljen a munka ellenértékének, mivel valamennyit vissza kell tartani a termelőeszközök fenntartására. Később kifejti, hogy a kommunista társadalom előfutára, a szocialista társadalom nem önmagától fejlődik ki, hanem az akkori, kapitalista társadalomból és magán fogja viselni annak jegyeit. Ennek megfelelően a dolgozók juttatása is arányos lesz az általuk végzett munkával.

„Például a szocialista munkanap is az egyedi munkaórák összessége, az egyes dolgozó egyéni munkaideje a szocialista munkanap része, az ő hozzájárulása ahhoz. A dolgozó igazolást kap arról, hogy ennyi és ennyi munkát végzett (a közös alapra levont munkamennyiség után) és ezzel az igazolással aztán annyival részesül a fogyasztási javakból, amennyi a munka ellenértéke. Ugyanaz a munkamennyiség, amelyet a társadalomnak biztosított egy formában, visszakerül hozzá egy másik formában.”

Marx a következő fejezetben fejti ki, hogyan viszonyul ez az alapelv a kapitalista árucseréhez:

„Itt nyilvánvalóan azok az elvek érvényesülnek, mint az árucikkek cseréje esetében, amennyiben egyenlő értékek cseréjéről van szó. A tartalom és a forma megváltozik, mert a megváltozott körülmények miatt senki sem tud mást adni, mint saját munkáját, másrészt, mivel senki sem kaphat mást munkájáért cserébe, mint egyéni fogyasztási javakat. Azonban ami az utóbbiak elosztását illeti az egyes dolgozók között, ugyanaz az alapelv érvényesül, mint az árucikkek cseréje során: egy adott formában biztosított egységnyi munka ellenértéke egy más formában biztosított, egységnyi munka lesz.”

Marx szerint ez a társadalmi fejlődés következő lépcsőjén szükséges és észszerű, és a termelőerők magas fejlettségi szintjén, a kommunista társadalomban erre már nem lesz szükség, mivel akkor már a Mindenki képességei szerint, mindenkinek szükségletei szerint elv fog érvényesülni, azaz a kommunizmusban mindenki a képességeinek megfelelő tevékenységet végez, és a tömegtermelésnek köszönhetően mindenki a szükségleteinek megfelelően részesül az anyagi javakban.

## Lenini alkalmazása
Lenin 1917-ben a sikertelen bolsevik puccskísérlet után írta Állam és Forradalom című könyvét, amiben – részben Marxnak a francia kommünről írt írásaira, részben a gothai program kritikájára támaszkodva – a kapitalista társadalomból a kommunista társadalomba való átmenetet írta le. A műben a kommunista társadalom első lépéseként osztályozta a szocialista társadalmat és annak gazdasági vonatkozásait Marx alapján elemezte. Lenin megismételte Marx kijelentését, miszerint a szocialista társadalom nem lesz, nem is lehet tökéletes, mivel magán viseli születései jegyeit, a kapitalista társadalom jellegzetességeit. A szocializmus még nem lesz képes teljes egyenlőséget biztosítani, éppen azért, mert még magán viseli a kapitalizmus jegyeit.

„A termelési eszközök már nem lesznek egyéni tulajdonban. A társadalom egésze fogja birtokolni a termelési eszközöket. A társadalom minden tagja, aki társadalmilag szükséges munkát végez, egy tanusítványt kap a társadalomtól az általa elvégzett munka ellenértékeként. Ezzel a tanusítvánnyal majd megkaphatja munkája ellenértékét a fogyasztási javakból. Miután levonták a közösség javára végzett munka mennyiségét, minden munkás annyit kap a társadalomtól, amennyit ő adott a társadalomnak.”

### Fordítás
Ez a szócikk részben vagy egészben  a   To each according to his contribution című angol Wikipédia-szócikk ezen változatának fordításán alapul.  Az eredeti cikk szerkesztőit annak laptörténete sorolja fel. Ez a jelzés csupán a megfogalmazás eredetét és a szerzői jogokat jelzi, nem szolgál a cikkben szereplő információk forrásmegjelöléseként.